# H (латиница)
H, h ([haː]) — восьмая буква базового латинского алфавита. 
В России эта латинская буква традиционно, особенно в науке, называется «аш» (по историческим причинам, названия большинства латинских букв были заимствованы из французского языка), хотя её исконное название в латинском языке произносится приблизительно «ха». В английском языке буква называется «эйч», во французском — «аш», в немецком — «ха», в португальском — «ага́», в итальянском — «а́кка», в испанском — «а́че», в турецком — «хе».

## История
| N24 |

| N24 |

## Произношение
В большинстве языков с латинской письменностью обозначает звук [h] (придыхание, простой выдох, глухой глоттальный щелевой согласный).
В романских языках (за исключением балкано-романских, валлонского и гасконского) не произносится. Во французском языке различаются «h немое» (фр. h muet) и «h придыхательное» (фр. h aspiré): они оба не произносятся, однако первое допускает элизию и льезон, а второе их не допускает.
Также иногда не произносится в английском и немецком языках. В английском языке непроизносимое h встречается: в начале некоторых слов старофранцузского происхождения (англ. heir, hour, honour, honest); между ударным и безударным гласными (англ. vehicle, annihilate); в конце слов и перед согласными (англ. ah, oh, cheetah, pharaoh, ohm, dahlia). В немецком языке h не произносится (но указывает на долготу предшествующего гласного) в конце слов, перед согласными и перед безударным e (нем. nah, Reh, Sohn, Kohl, gehen, mähen).
В чешском, словацком и верхнелужицком языках обозначает звук [ɦ] (звонкий глоттальный щелевой согласный, как украинское Г).
В польском, хорватском, словенском и латышском языках, а также в пиньине (системе передачи латиницей звуков стандартного китайского языка) обозначает звук [x] (глухой велярный спирант, как русское Х).
Также буква h часто используется в составе диграфов.

## Коды
| Название по-русски: Ха, аш. Код НАТО: Hotel (/hotel/, [отел]). Азбука Морзе: ···· хи-ми-чи-те |                   |                                     |        |
| \| ● \| ○ \| \| ● \| ● \| \| ○ \| ○ \| Шрифт Брайля                                           | Семафорная азбука | Флаги международного свода сигналов | Амслен |
| ●                                                                                             | ○                 |                                     |        |
| ●                                                                                             | ●                 |                                     |        |
| ○                                                                                             | ○                 |                                     |        |

## Употребление
- В математике обозначают: 
  - буквой h — высоту какого-либо тела или фигуры;
  - буквой H — матрицу Гильберта, полиномы Эрмита, преобразование Гильберта, преобразование Хартли, функции Ханкеля, функцию Хевисайда.
- В физике обозначают:
  - буквой h — нередуцированную постоянную Планка, спиральность, высоту, тензор вариации метрики и амплитуду гравитационной волны. В международных обозначениях физических единиц буква h является десятичной приставкой «гекто», обозначающей умножение единицы измерения на 100 (её кириллическое обозначение — «г»), а также обозначением часа (его кириллическое обозначение — «ч»);
  - буквой H — бозон Хиггса, гамильтониан и функцию Гамильтона, напряжённость магнитного поля, эквивалентную дозу, экспозицию, энтальпию. В международных обозначениях физических единиц буква H означает генри — единицу индуктивности (её кириллическое обозначение — «Гн»).
- В геодезии буквой h обозначают превышение.
- В музыке[1][2] (в русской и немецкой системе буквенной нотации) H и h обозначают ноту «си». В обозначениях аккордов H без индексов — си-мажорный аккорд, а h иногда обозначает си-минорный аккорд (чаще это трезвучие обозначается Hm)
- В химии H является символом элемента водорода.
- В фармацевтике витамин H — биотин.